# Серес (Каліфорнія)
Серес (англ. Ceres) — місто (англ. city) в США, в окрузі Станіслаус штату Каліфорнія. Населення — 49 302 особи (2020).

## Географія
Серес розташований за координатами 37°35′48″ пн. ш. 120°57′18″ зх. д. / 37.59667° пн. ш. 120.95500° зх. д. (37.596636, -120.954907).  За даними Бюро перепису населення США в 2010 році місто мало площу 20,77 км², з яких 20,75 км² — суходіл та 0,02 км² — водойми. В 2017 році площа становила 24,25 км², з яких 24,23 км² — суходіл та 0,01 км² — водойми.

## Демографія
Згідно з переписом 2010 року, у місті мешкало 45 417 осіб у 12 692 домогосподарствах у складі 10 575 родин. Густота населення становила 2187 осіб/км².  Було 13673 помешкання (658/км²).
Расовий склад населення:
| - 57,7 % — білих - 6,8 % — азіатів - 2,6 % — чорних або афроамериканців - 1,3 % — корінних американців - 0,8 % — вихідців з тихоокеанських островів - 25,2 % — осіб інших рас |

До двох чи більше рас належало 5,5 %. Частка іспаномовних становила 56,0 % від усіх жителів.
За віковим діапазоном населення розподілялося таким чином: 32,2 % — особи молодші 18 років, 60,1 % — особи у віці 18—64 років, 7,7 % — особи у віці 65 років та старші. Медіана віку мешканця становила 29,4 року. На 100 осіб жіночої статі у місті припадало 97,9 чоловіків;  на 100 жінок у віці від 18 років та старших — 93,9 чоловіків також старших 18 років.
Середній дохід на одне домашнє господарство  становив 61 560 доларів США (медіана — 47 858), а середній дохід на одну сім'ю — 65 428 доларів (медіана — 49 908). Медіана доходів становила 41 446 доларів для чоловіків та 31 334 долари для жінок. За межею бідності перебувало 17,9 % осіб, у тому числі 22,5 % дітей у віці до 18 років та 13,0 % осіб у віці 65 років та старших.
Цивільне працевлаштоване населення становило 18 324 особи. Основні галузі зайнятості: освіта, охорона здоров'я та соціальна допомога — 16,6 %, виробництво — 15,9 %, роздрібна торгівля — 14,8 %.

## Персоналії
- Едгар Діарінг (1893-1974) — американський актор кіно.